# اودسال
اودسال (به انگلیسی: Odsal) یک روستا در انگلستان است که در یورک‌شر و هامبر واقع شده‌است.
ورزشگاه اودسال در این روستا قرار دارد.